# Чилийски паламуд
Чилийските паламуди (Sarda chiliensis) са вид актиноптери от семейство Скумриеви (Scombridae).
Те са незастрашен вид.

## Подвидове
- Sarda chiliensis chiliensis
- Sarda chiliensis lineolata